# Кладовище домашніх тварин (фільм, 1989)
«Кладовище домашніх тварин» (англ. Pet Sematary) — американський фільм жахів 1989 року режисерки Мері Ламберт. Екранізація однойменного роману Стівена Кінга.

## Сюжет
Доктор Луїс Крід з родиною переїздить в маленьке містечко, де стає лікарем місцевого коледжу. Його новий будинок розташований біля небезпечного шосе, в лісі недалеко від будинку знаходиться маленьке і похмуре кладовище, де місцеві жителі ховають своїх домашніх тварин, загиблих в основному на цьому шосе. Одного разу в коледж приносять студента на ім'я Віктор Паскоу, який також потрапив під вантажівку, Луїс не може врятувати його, студент помирає у нього на руках і повертається до нього у вигляді примари, застерігаючи Луїса не переступати заборонену межу, щоб не накоїти лиха. Потім нещастя приходить і в будинок Крідів: кіт Черч, домашній улюбленець, виявляється мертвим, ймовірно, потрапивши під машину. Сусід Луїса Джуд веде ховати кота не на кладовищі домашніх тварин, а на іншому, древньому, покинутому індіанському кладовищі — якраз туди, куди не велів ходити привид. Луїс все ж ховає кота там, і на наступний день кіт повертається до господарів.
Через деякий час маленький син лікаря Гейдж гине під колесами вантажівки. Луїс в розпачі. Незважаючи на попередження примари, а тепер і Джуда, він робить божевільний крок: ховає сина на проклятому кладовищі і тим самим кладе початок кривавим подіям. Гейдж повертається вже як зомбі, він вбиває Джуда, потім свою матір Рейчел. Луїс спалює будинок Джуда і робить Гейджу смертельний укол, після чого ховає свою дружину на тому ж цвинтарі, вважаючи, що на цей раз все буде добре. В 12 ночі вона приходить. Поки вони цілуються, Рейчел бере зі столу кухонний ніж. Глядачі бачать темний екран і чують крик Луїса.

## У ролях
- Дейл Мідкіфф — Луїс Крід, лікар
- Деніз Кросбі — Рейчел Крід, дружина Луїса
- Блейз Бердал — Еллі Крід, дочка Луїса і Рейчел
- Міко Гьюз — Гейдж, син Луїса і Рейчел
- Фред Гвінн — Джуд Крендалл, сусід і друг Луїса
- Бред Грінквіст — Віктор Паскоу
- Сьюзен Бломмірт — Міссі Дендрідж, хатня робітниця Крідів
- Майкл Ломбард — Ірвін Голдман, батько Рейчел
- Мері Луїза Вілсон — Дорі Голдман, мати Рейчел
- Ендрю Хубацек — Зельда, покійна сестра Рейчел
- Стівен Кінг — священик
- Мара Кларк — Марсі Чарльтон
- Кеві Раз — Стів Мастертон
- Меттью Огуст Феррелл — Джад в дитинстві
- Ліза Стетполс — мати Джада
- Елізабет Уренек — Рейчел в дитинстві
- Чак Кортні — Білл Бейтерман
- Пітер Стейдер — Тіммі Бейтерман

## Саундтрек
Саундтрек до фільму написав голлівудський композитор Елліот Голденталь.
1. The Pet Sematary (3:00)
2. Dead Recollection (1:19)
3. Hope & Ordeal (1:22)
4. Adieu Gage (1:22)
5. Rachel Against Time (0:49)
6. The Return Game (Jud & Gage) (3:42)
7. Moving Day Waltz (0:30)
8. The Warning Tour (1:41)
9. Death Do Us Part (Rachel Hugs Louis) (0:53)
10. Nine Lives Minus Seven (0:14)
11. Up in Flames (Flashback) (1:38)
12. Bitter Loss (Flashback) (1:51)
13. Rachel's Dirty Secret (0:22)
14. Return Game Attack (1:54)
15. Rachel's Blow Out (0:20)
16. I Brought You Something Mommie (0:34)
17. The Return Game, Part II (Louis & Gage) (2:52)
18. Gentle Exhuming (1:03)
19. To the Micmac Grounds (2:45)
20. Chorale (0:29)
21. Kite & Truck (1:22)
22. Immolation (1:37)

Пісню «Pet Sematary», що звучить в титрах фільму, написала панк-група Ramones. Крім того, в картині використана також і інша пісня групи — «Sheena Is A Punk Rocker».

## Цікаві факти
- В порівнянні з книгою, сюжет фільму сильно спрощений, а також відсутні деякі герої і змінена кінцівка.
- У 2019 році студія Paramount Pictures випускає римейк фільму, прем'єра в Україні відбулася 4 квітня 2019 року